# 曾梅
曾梅（？—？），字以調，號螺泉，江西吉安府泰和縣人，民籍，明朝政治人物。

## 生平
嘉靖三十一年（1552年）壬子科江西鄉試第二十名舉人。嘉靖三十二年（1553年）中式癸丑科三甲第五十二名進士。都察院观政，授直隶兴化知县，调昆山县，止。

## 家族
曾祖曾賢甫；祖父曾禮宣；父曾湯輝，母蕭氏。弟曾木。